# 维勒佩尔德里
维勒佩尔德里（法語：Villeperdrix，發音：[vilpɛʁdʁi]）是法国德龙省的一个市镇，位于该省南部偏东，属于尼永斯区。

## 地理
Villeperdrix（44°26'31"N, 5°17'17"E）面积26.15 平方千米，位于法国奥弗涅-罗讷-阿尔卑斯大区德龙省，该省份为法国东南部内陆省份，北起顺时针与伊泽尔省、上阿尔卑斯省、上普罗旺斯阿尔卑斯省、沃克吕兹省和阿尔代什省接壤。

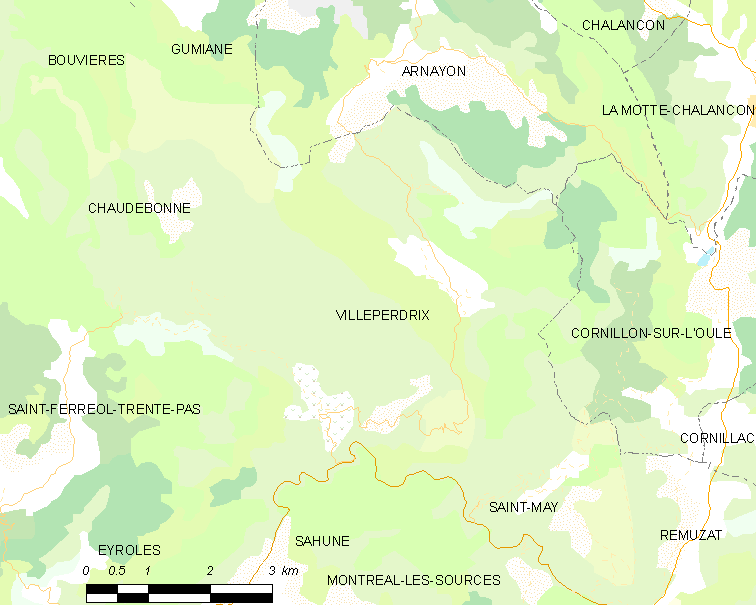
Villeperdrix的OSM定位图

与Villeperdrix接壤的市镇（或旧市镇、城区）包括：阿尔纳永、绍德博讷、乌勒河畔科尔尼永、埃罗勒、萨于讷、圣费雷奥勒-特朗特帕、圣迈。
Villeperdrix的时区为UTC+01:00、UTC+02:00（夏令时）。

## 行政
Villeperdrix的邮政编码为26510，INSEE市镇编码为26376。

## 政治
Villeperdrix所属的省级选区为尼永斯-巴罗尼县。

## 人口
Villeperdrix于2022年1月1日时的人口数量为102人。

1962-2008年间Villeperdrix人口变化图示